# Atypichthys strigatus
Atypichthys strigatus és una espècie de peix pertanyent a la família dels kifòsids.

## Descripció
- Pot arribar a fer 25 cm de llargària màxima (normalment, en fa 18).[5][6]

## Hàbitat
És un peix marí i d'aigua salabrosa, associat als esculls i de clima subtropical.

## Distribució geogràfica
Es troba al sud-est d'Austràlia (sobretot, als esculls costaners del sud de Nova Gal·les del Sud).

## Observacions
És inofensiu per als humans.